# Karel Boleslav Jirák
Karel Boleslav Jirák, född 28 januari 1891 i Prag, död 30 januari 1972 i Chicago, var en tjeckisk kompositör och dirigent.

## Biografi
Jirák studerade för Vitezslav Novak och Joseph B. Foerster vid Karlsuniversitetet och Academy of Music i Prag. Jirák var en av de främsta företrädarna för nyare tjeckisk musik. 
Han var kapellmästare vid operan i Hamburg 1915-18 och dirigent för National Theater i Brno 1918 – 1919 och i Ostrava. Han var också ledare för den tjeckiska kören i Hlahol 1920-21. Under åren 1920 – 1930 var han professor i komposition vid Prags musikkonservatiorium, och var därefter dirigent vid den tjeckoslovakiska nationella radion fram till 1945 och verkade dessutom som musikkritiker.
Efter andra världskriget emigrerade han 1947 till USA där han höll föreläsningar i musik vid Roosevelt University i Chicago. Jirák tjänstgjorde som professor i komposition vid Chicago Conservatory College åren 1967 – 1971.
Jirák har komponerat över 90 verk bland vilka finns en opera, sex symfonier, sju stråkkvartetter och kammarmusikstycken. Härutöver har han också författat en lärobok i musikalisk form och skrivit monografier om flera kompositörer och musiker. Jiráks stil utmärker sig för en sober, modern orienterad polyfoni, som frånsett en viss kyla är energisk och välljudande. 1924 utgav han en musikalisk formlära på tjeckiska.